# Штат Мараньян (колонія)
Штат Мараньян (порт. Estado do Maranhão) — північний з двох адміністративних утворень колоніальної Португальської імперії в Південній Америці уXVII-XVIII століттях.

## Історія
У 1621 році генерал-губернаторство Бразилії було розділено на два штати; штат Бразилія та штат Мараньян. Штат було створено 13 червня 1621 року Філіпом II Португальським.
Після створення держави Португальська Америка мала дві адміністративні одиниці: штат Мараньян зі столицею в Сан-Луїсі та штат Бразилія, столицею якого був Сан-Сальвадор. Після 1670-х років Белен став операційною базою губернаторів Мараньяо, а в 1737 році його було офіційно визначено столицею штату.
Метою створення штату було покращення військової оборони Північного регіону та стимулювання економічної діяльності та регіональної торгівлі з материком.
Штат Мараньян була ліквідована в 1652 році, а в 1654 році була відтворена як Мараньян і Грао-Пара. У 1751 році штат Мараньян і Грао-Пара змінили назву на Грао-Пара і Мараньян, а його столицю було перенесено з Сан-Луїса в Белен.

## Устрій
Штат Мараньян складався з капітаній. Пізніше Сеара була відокремлена і стала сателітом Пернамбуку в штаті Бразилія.

### Королівські капітанії
- Капітанство Мараньян
- Капітанство Пара
- Капітанство Сеара (пізніше підпорядковане Пернамбуку)

### Створені дарчі капітанства
- Капітанство Тапуїтапера
- Капітанство Каете
- Капітанство Камети
- Капітанство Кабо-Норте (Амапа)
- Капітанство Марахо
- Капітанство Сінгу